# Stortjärnen (Eds socken, Ångermanland)
Stortjärnen är en sjö i Sollefteå kommun i Ångermanland och ingår i Ångermanälvens huvudavrinningsområde. Sjön har en area på 0,0541 kvadratkilometer och ligger 206,1 meter över havet.

## Delavrinningsområde
Stortjärnen ingår i det delavrinningsområde (702606-158317) som SMHI kallar för Ovan Stämmaåmyrbäcken. Medelhöjden är 211 meter över havet och ytan är 0,5 kvadratkilometer. Räknas de 8 avrinningsområdena uppströms in blir den ackumulerade arean 27,93 kvadratkilometer. Rävsjöån som avvattnar avrinningsområdet har biflödesordning 3, vilket innebär att vattnet flödar genom totalt 3 vattendrag innan det når havet efter 44 kilometer. Avrinningsområdet består mestadels av skog (66 procent). Avrinningsområdet har 0,05 kvadratkilometer vattenytor vilket ger det en sjöprocent på 10,4 procent.